# Rhosus denieri
Rhosus denieri är en fjärilsart som beskrevs av Köhler 1936. Rhosus denieri ingår i släktet Rhosus och familjen nattflyn. Inga underarter finns listade.